# Лопатинка хвиляста
Лопатинка хвиляста (Scapania undulata) — вид печіночників порядку юнгерманіальних (Jungermanniales).

## Поширення
Батьківщиною є Європа, Макаронезія, Північна Америка, Азія.
Вид росте на сонячних або помірно тінистих, вологих або принаймні вологих місцях без вапна, часто занурених у воду, переважно на скелях у струмках або біля водоспадів. Заселені також пружинисті, заболочені ґрунти, рідше безвапняні ґрунти та гнила деревина.

## Характеристика
Рослина утворює зелені, іноді від червоно-бурі до коричнево-чорних килимки. Міцні стебла мають ширину 4 міліметри і довжину до 10 сантиметрів. Листки дволопатеві, з більшими, оберненояйцеподібними нижніми частками та від 1/2 до 2/3 довжини, округло-прямокутних до овальних верхніх часток. Нижня частка чітко проходить по стеблу, а верхня – ні. Краї обох листкових часток цільні або зубчасті до кінчика. Округлі багатокутні клітини листя мають розмір приблизно від 20 до 30 мкм в середині листа. У клітині є від 2 до 5 масляних тілець, які складаються з численних крихітних масляних крапельок. Вид дводомний.